# Петър Кермекчиев
Петър Хаджиненчов Кермекчиев е български търговец, благодетел и общественик.

## Биография
Роден е на 26 юли 1826 г. в Търново в семейството на заможния търговец хаджи Ненчо Кермекчиев, който търгува с кожи и има кантори в Цариград и Лайпциг и е участник в църковно-националното движение. Майка му Райда е от Свищов, родственица е на митрополит Панайот Рашев. Има четирима братя – Теодор, Панайот, Константин и Иван, и три сестри – Евгения, Анастасия и Мариола.
Завършва средното си образование в гръцкото училище в Търново, а през 1848 г. – колежа „Рефорцу“ в Бейоглу, Цариград. След това живее в родния си град, където се сближава с намиращият се там Лайош Кошут. Става секретар на секретар на Юмер паша в Шумен (1854).
През 1860 г. заминава за Русия и постъпва в Одеското търговско училище. След това работи като секретар на английското консулство в Галац, Румъния. Натрупва състояние от търговия с жито, но фалира. Участва в обществено-политическия живот на българите в Букурещ и работи за решаване на българския църковен въпрос. През 70-те година на XIX век отново натрупва състояние. Поради заболяване, през 1880 г. се отказва от търговията. Влага средствата си в кантората на Евлоги Георгиев. Умира на 10 ноември 1880 г. в Букурещ.
Личният му архив се съхранява във фонд 2135К в Централен държавен архив. Той се състои от 89 архивни единици от периода 1833 – 1967 г.

## Дарителство
През 1879 г. дарява средства за девическо сиропиталище в Букурещ, на училището „Св. св. Кирил и Методий“ в румънската столица и на ефорията на болницата „Св. св. Козма и Дамян“ в Търново. Част от своето състояние оставя за фонд, приходите от който са предназначени за издръжка на българи „за придобиване и допълнение научното развитие на образована Европа“. През 1882 г. е основан фонд „Петър Кермекчиев – за народно образование“ към Министерството на народното просвещение. През учебната 1883/1884 г. започва отпускане на стипендии на българи, следващи или специализиращи в чужбина. Подпомогнати са над 100 младежи, учили музика, живопис, медицина, инженерство, филологии и други специалности в европейски градове.